# Solange Maria de Castro
Solange Maria de Castro (Pontal, 2 giugno 1960 – Orlândia, 8 dicembre 2017) è stata una cestista brasiliana.

## Carriera
Con il Brasile ha disputato due edizioni dei Campionati mondiali (1979, 1983).